# Barbarossastein

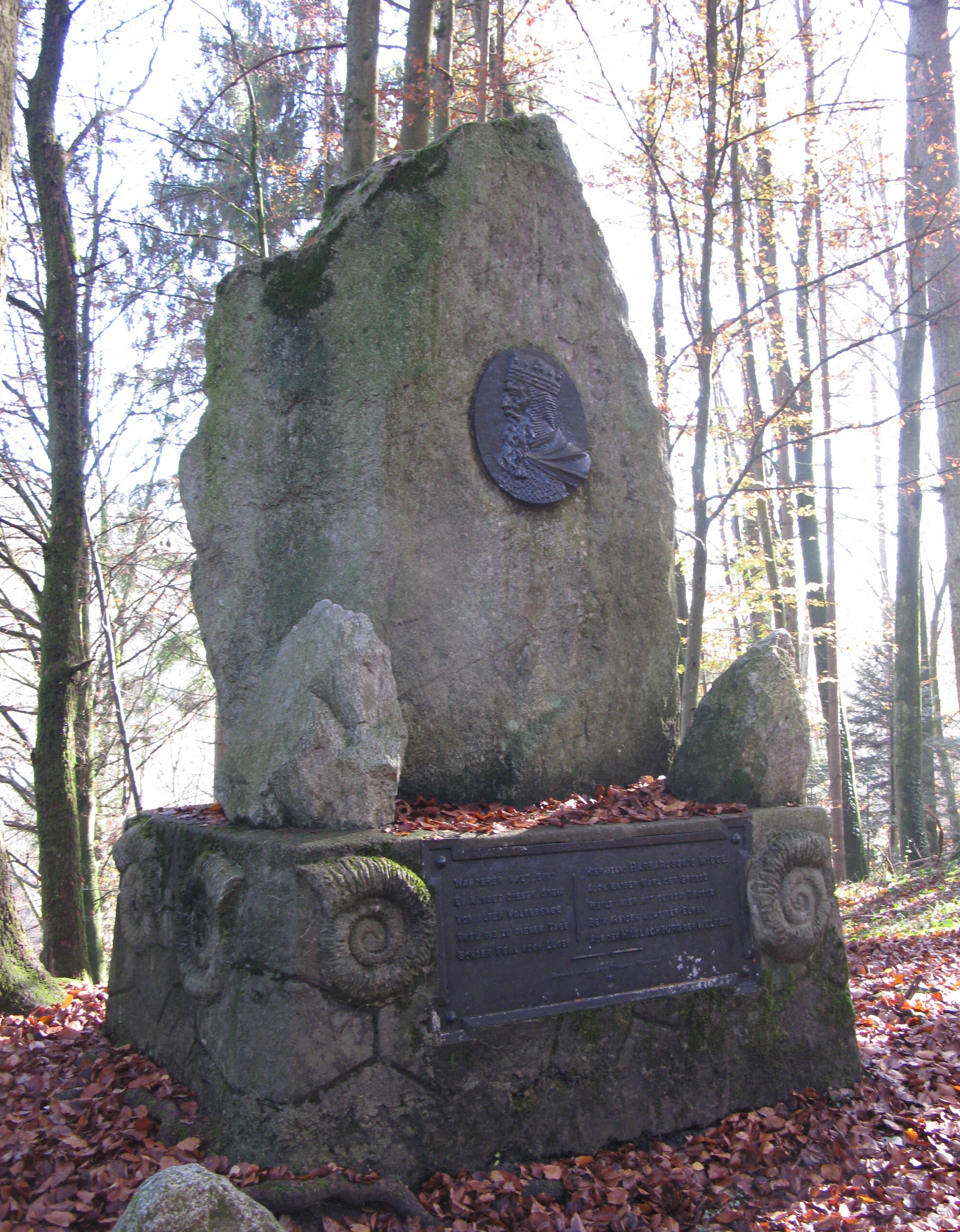
Barbarossastein

Einweihung am 19. Juni 1910

Der Barbarossastein ist ein dem Stauferkaiser Friedrich I. Barbarossa (1152–1190) gewidmetes Denkmal im Lauratal bei Weingarten im Landkreis Ravensburg. Er liegt auf der Gemarkung der Stadt Ravensburg in der Nähe der Grenze zur Stadt Weingarten und zur Gemeinde Schlier.
Einer alten Volkssage zufolge wurde Friedrich Barbarossa auf der Haslachburg über dem Lauratal geboren. Im Jahre 1907 wurde diese Legende von der Ortsgruppe Weingarten des Schwäbischen Albvereins aufgegriffen. Man begann, Spenden für ein Barbarossadenkmal zu sammeln. Als 1909 genug Geld zusammen war, wurde ein riesiger Findling mit zehn Pferden vom Ort Vogt ins Lauratal an die Stelle gekarrt, an der früher die Haslachburg stand. Der Findling wurde auf einen Betonsockel gesetzt und mit einem Reliefportrait Barbarossas versehen. Außerdem erhielt er eine Tafel, auf der dieses Gedicht zu lesen ist:
| Wanderer halt ein! Es kündet dieser Stein von alter Volkessage, treu bis zu diesem Tage, sonder Fehl noch Lüge: | Hier stand Barbarossas Wiege, auch Kaiser Karl der Große weilte hier mit seinem Trosse, beim Reigen munterer Elfen auf der Haslachburg der Welfen. |
Der Barbarossastein wurde am 19. Juni 1910 eingeweiht.